# Plato (videojuego)
Plato es una plataforma de videojuegos multijugador en línea desarrollado por Plato Team Inc. en 2016 para Android e iOS. En septiembre de 2023 se lanzó la versión beta para Microsoft Windows.
Plato comenzó a ser creado en 2014 por los desarrolladores originales de Yahoo! Juegos, otra plataforma de minijuegos que fue descontinuada en 2016.

## Jugabilidad
Para marzo de 2024, Plato cuenta con más de 45 minijuegos multijugador, algunos de ellos son Ocho, Pool, Table Soccer, Match Monsters, Werewolf, Bowling, Minigolf, Chess, etc. La idea principal de Plato se centra en permitir a los jugadores  mantener conversaciones en línea mediante un chat mientras juegan sin tener que abandonar la aplicación. Adoptando un enfoque directo para realizar juegos multijugador orientados al chat y el diálogo entre jugadores.
Aparte de esto, los usuarios pueden conocer y hacer nuevos amigos, jugar en grupos o restringir sus comunicaciones a solo unas pocas personas. Además de contar con partidas informales, Plato también cuenta con partidas en línea competitivas llamadas Ranked, en las que el jugador debe ganar partidas para aumentar su rango que por defecto será 1200. Las clasificaciones en Plato se basan en el sistema de puntuación Elo, generando que el rango de un jugador aumente o disminuya al final de una partida competitiva dependiendo de la puntuación Elo del oponente.